# 王之相 (崇禎進士)
王之相，号鹿谷，山西長子縣人。明朝政治人物。進士出身。

## 生平
崇禎十六年，登进士，后因時局混亂，在家著述，著有《梨花坞诗》、《琅轩集》、《缥笥焚余》。